# Sordariomycetes
De Sordariomycetes (synoniemen: Pyrenomycetes, Spathulosporomycetes) of kernzwammen vormen een klasse van schimmels, die tot de ascomyceten behoort.

## Uiterlijke kenmerken
De meeste soorten vormen peritheciën, enkele soorten van de geslachten Anixiella, Apodus, Boothiella, Thielavia, Zopfiella hebben cleistotheciën. De asci staan op de basis of zijdelings in een hymenium. De meeste asci zijn inoperculaat, dunwandig en unitunicaat. De soorten waarbij de ascosporen worden verspreidt door insecten of door water hebben prototunicate asci. Echte parafysen komen alleen voor bij de twee onderklassen Sordariomycetidae en Xylariomycetidae. De Hypocreomycetidae hebben aan de zijkant of in het midden van de asci pseudoparafysen of helemaal geen pseudoparafysen. In de asci zitten meestal acht ascosporen. 
Bij deze klasse komen veel anamorfe vormen voor. De anamorfe vormen kunnen hyphomycetisch of coelomycetisch zijn, waarbij de coelomyceten hoofdzakelijk voorkomen bij de Glomerellaceae en Diaporthales. Vele soorten van de orden Ophiostomatales, Chaetosphaeriales en de Hypocreales hebben twee of meer verschillende anamorfe vormen.

## Verspreiding
Soorten van de Ophiostomatales en Microascales veroorzaken vaak opportunistische infecties bij mensen en dieren, zoals Sporothrix schenkii en Fusarium solani. De symbiose met geleedpotigen varieert van antagonistisch tot mutualistisch. Sporen van soorten van de Microascales en Ophiostomatales worden door schorskevers verspreid. Soorten van de Ophiostomatales en Microascales parasiteren op verscheidene geleedpotigen en als schimmelparasieten op grote, vlezige paddenstoelen. Ook de soort goudgele zwameter behorend tot de Hypocreales parasiteert boleten, zoals de gewone krulzoom.

## Taxonomie
De taxonomische indeling van de Sordariomycetes is als volgt:
- Orde Boliniales
  - Familie:  Boliniaceae
    - Geslacht Camarops
      - Soort Camarops polysperma (kussenvormige kogelzwam)
- Orde Cancellidiales
  - Familie Cancellidiaceae
- Orde Coronophorales
  - Familie Bertiaceae
  - Familie Ceratostomataceae
  - Familie Chaetosphaerellaceae
  - Familie Coronophoraceae
  - Familie Nitschkiaceae
  - Familie Scortechiniaceae
- Orde Diaporthales
  - Familie Gnomoniaceae
    - Geslacht Apiognomonia
      - Soort Apiognomonia errabunda (beukenbladsnavelkogeltje)
- Orde Falcocladiales
  - Familie: Falcocladiaceae
- Orde Glomerellales
  - Familie Australiascaceae
  - Familie Glomerellaceae
  - Familie Malaysiascaceae
  - Familie Plectosphaerellaceae
  - Familie Reticulascaceae
- Orde Halosphaeriales
  - Familie: Halosphaeriaceae
    - Geslacht: Halosphaeria
      - Soort Halosphaeria appendiculata
      - Soort Halosphaeria mediosetigera
      - Soort Halosphaeria trullifera
- Orde Hypocreales
  - Familie Bionectriaceae
  - Familie Calcarisporiaceae
  - Familie Clavicipitaceae
  - Familie Cocoonihabitaceae
  - Familie Cordycipitaceae
  - Familie Cylindriaceae
  - Familie Hypocreaceae
    - Geslacht Hypocrea (teleomorf), Trichoderma (anamorf)
      - Soort Hypocrea jecorina (teleomorf), Trichoderma reesei (anamorf)

    - Geslacht Hypomyces
      - Soort Hypomyces chrysospermus (goudgele zwameter)

  - Familie Nectriaceae
    - Geslacht Nectria
      - Soort Nectria cinnabarina (gewoon meniezwammetje)
- Orde Microascales
  - Familie Ceratocystidaceae
    - Geslacht Thielaviopsis
      - Soort Thielaviopsis basicola
- Orde Ophiostomatales
  - Familie Ophiostomataceae
    - Geslacht Ophiostoma
      - Soort Ophiostoma ulmi (iepenziekte)
- Orde Sordariales
  - Familie Sordariaceae
    - Geslacht Neurospora
      - Soort Neurospora crassa
- Orde Xylariales
  - Familie Xylariaceae
    - Geslacht Daldinia
      - Soort Daldinia concentrica (kogelhoutskoolzwam)

    - Geslacht Hypoxylon
      - Soort Hypoxylon fragiforme (roestbruine kogelzwam)
      - Soort Hypoxylon fuscum (gladde kogelzwam)

    - Geslacht Kretzschmaria
      - Soort Kretzschmaria deusta (korsthoutskoolzwam)

    - Geslacht Xylaria
      - Soort Xylaria carpophila (beukendopgeweizwam)
      - Soort Xylaria hypoxylon (geweizwam)
      - Soort Xylaria polymorpha (houtknotszwam)